# Kolozsvári rakott káposzta
La kolozsvári rakott káposzta (lett. "cavolo in casseruola di Cluj", slovacco koložvárska kapusta, ceco koložvárské zelí, polacco kapusta po koloszwarsku) è un piatto ungherese della Transilvania, fatto essenzialmente di crauti e carne macinata, con l'aggiunta di riso, cipolla, panna acida e bacon o salsiccia, considerato uno dei migliori piatti al forno che possono essere preparati velocemente in grandi quantità.

## Storia
La ricetta di questo tipo di piatto è apparsa per la prima volta nel primo libro di cucina ungherese pubblicato nel 1695 da Miklós Tótfalusi Kis.
Secondo una versione, questo piatto della Transilvania non proviene da Cluj, ma da Gran Varadino. La famosa cantante lirica ungherese del secolo XIX Róza Déryné Széppataki, che contribuì all'introduzione e alla divulgazione degli spettacoli di opera a Cluj, un giorno fu invitata da vice zupano Károlya Hajdú a Gran Varadino. Il funzionario e il suo cuoco hanno preparato un pasto meraviglioso, utilizzando la ricca arte culinaria della Transilvania. Una grande pentola di rame veniva rivestita con cotiche grasse di maiale, sopra venivano posti i crauti insieme ad altri gustosi prodotti: pollo, maiale, anelli di salsiccia, prosciutto e lombo di maiale, e il tutto veniva cotto insieme. Alla cantante il piatto piacque così tanto che ne mangiò tre porzioni, il che non era appropriato per una donna rispettabile dell'epoca. Ha scritto la ricetta e l'ha portata a casa con sé a Pest. La ricetta originale, anche se modificata, ha poi arricchito la già ricca cucina ungherese 
La koloszvari rakott káposzta è presente nel menu di molti ristoranti, arricchito con pancetta fritta o salsiccia.  Esistono anche molti modi, ormai quasi dimenticati, di prepararlo, tra cui il condimento con zafferano, zenzero e maggiorana..